# Acaena integerrima
Acaena integerrima là loài thực vật có hoa trong họ Hoa hồng. Loài này được Gillies mô tả khoa học đầu tiên.